# Constantin Airoaie
Constantin Airoaie es un deportista rumano que compitió en remo. Ganó una medalla de bronce en el Campeonato Mundial de Remo de 1982, en la prueba de cuatro sin timonel.

## Palmarés internacional
| Campeonato Mundial | Campeonato Mundial | Campeonato Mundial | Campeonato Mundial |
| Año                | Lugar              | Medalla            | Prueba             |
| ------------------ | ------------------ | ------------------ | ------------------ |
| 1982               | Lucerna (Suiza)    | Medalla de bronce  | Cuatro sin timonel |